# VW Karmann-Ghia Typ 14
Der VW Karmann-Ghia Typ 14 (Aussprache: ['gia]) ist ein Automobil des Volkswagenwerkes, das überwiegend bei Karmann in Osnabrück gebaut wurde. Insgesamt 443.466 Wagen (362.585 Coupés und 80.881 Cabriolets) konnte Volkswagen zwischen 1955 und 1974 absetzen. Motor und Fahrwerk des Karmann-Ghia Typ 14 gleichen weitgehend denen des VW Käfers, die Bodenplatte des Rahmens ist etwas breiter. Dieser breitere Rahmen wurde später auch in anderen Modellen von VW verwendet: dem Kleintransporter Typ 147 (VW Fridolin), dem Kübelwagen VW 181 sowie – in Brasilien – der dortigen 1600er-Reihe, dem SP2 und dem VW Brasília.
Vorgestellt wurde der Typ 14 am 14. Juli 1955 als Coupé in Gazellenbeige.
Der Typ 14 (interne Typennummern 141 bis 144 für die verschiedenen Ausführungen Coupé/Cabriolet, Rechts-/Linkslenker) wird oft auch als kleiner Karmann-Ghia bezeichnet – VW hatte von 1961 bis 1969 mit dem Typ 34 ein Coupé gleichen Namens im Programm, das auf dem größeren Typ 3 (VW 1500/1600) basierte. Ferner gab es noch den Typ TC (für Touring Coupé, Typ 145), der im Karmann-Werk São Bernardo do Campo (Brasilien) entwickelt und ausschließlich dort für den eigenen Markt gebaut wurde. Er hatte einen 1600 cm³ Flachmotor mit 40 kW (54 PS) und eine große Heckklappe.

## Modellgeschichte

### Allgemeines

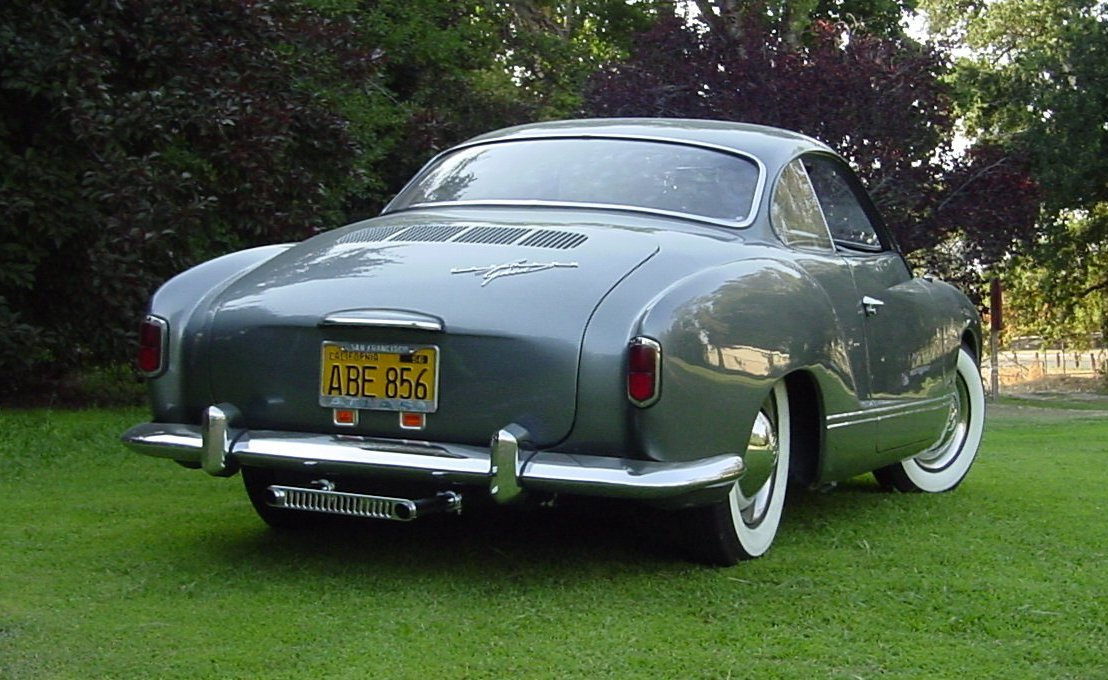
Heckansicht

Die Karosserielinie des Karmann-Ghia hat mehrere Urheber, deren Anteile sich nicht mehr klar abgrenzen lassen: Lange galt der Italiener Luigi Segre, Mitarbeiter von Carrozzeria Ghia in Turin, als Gestalter des Karmann-Ghia. Segre war Maschinenbauer und für Ghia als Kontaktmann zu Karmann tätig. Im Turiner Karosseriebaubetrieb wurde der Prototyp des Typs 14 von Felice Mario Boano und dessen Sohn Gian Paolo entworfen. Grundlage ihrer Arbeit war ein von Ghia gebauter Prototyp für Chrysler in den USA. Dessen Entwurf stammte vom Chefdesigner des US-amerikanischen Unternehmens Virgil Exner.
Die Serienproduktion begann 1955. Der Wagen war ein Erfolg – in der Zeit von 1964 bis 1970 wurden jährlich über 30.000 Fahrzeuge produziert. Rund 61 Prozent (271.736 Fahrzeuge) verkaufte VW in den USA. Der in Deutschland mitunter spöttisch „Hausfrauen-Porsche“ oder „Sekretärinnen-Ferrari“ genannte „kleine“ Karmann-Ghia sah wie ein Sportwagen aus, war aber mit anfänglich 30 PS (22 kW) und 118 km/h Spitzengeschwindigkeit von sportlichen Fahrleistungen weit entfernt. Der gleich motorisierte VW Käfer 1200 erreichte 112 km/h, ein Porsche 356 1100 Bj. 1953 mit 40 PS (29 kW) 140 km/h.
Von 1962 bis 1972 wurden in Brasilien im Werk São Bernardo do Campo nahe São Paulo fast 23.500 Coupés und 176 Cabriolets einer veränderten Typ-14-Version mit anderen Stoßstangen und Heckleuchten, ab 1970 mit zusätzlichen Ausstellfenstern vorn, gefertigt. In diesem Werk wurden in den Jahren 1970 bis 1976 auch 18.119 Karmann-Ghia TC (Typ 145) nur als Coupé gebaut.

Karmann-Ghia-Logo
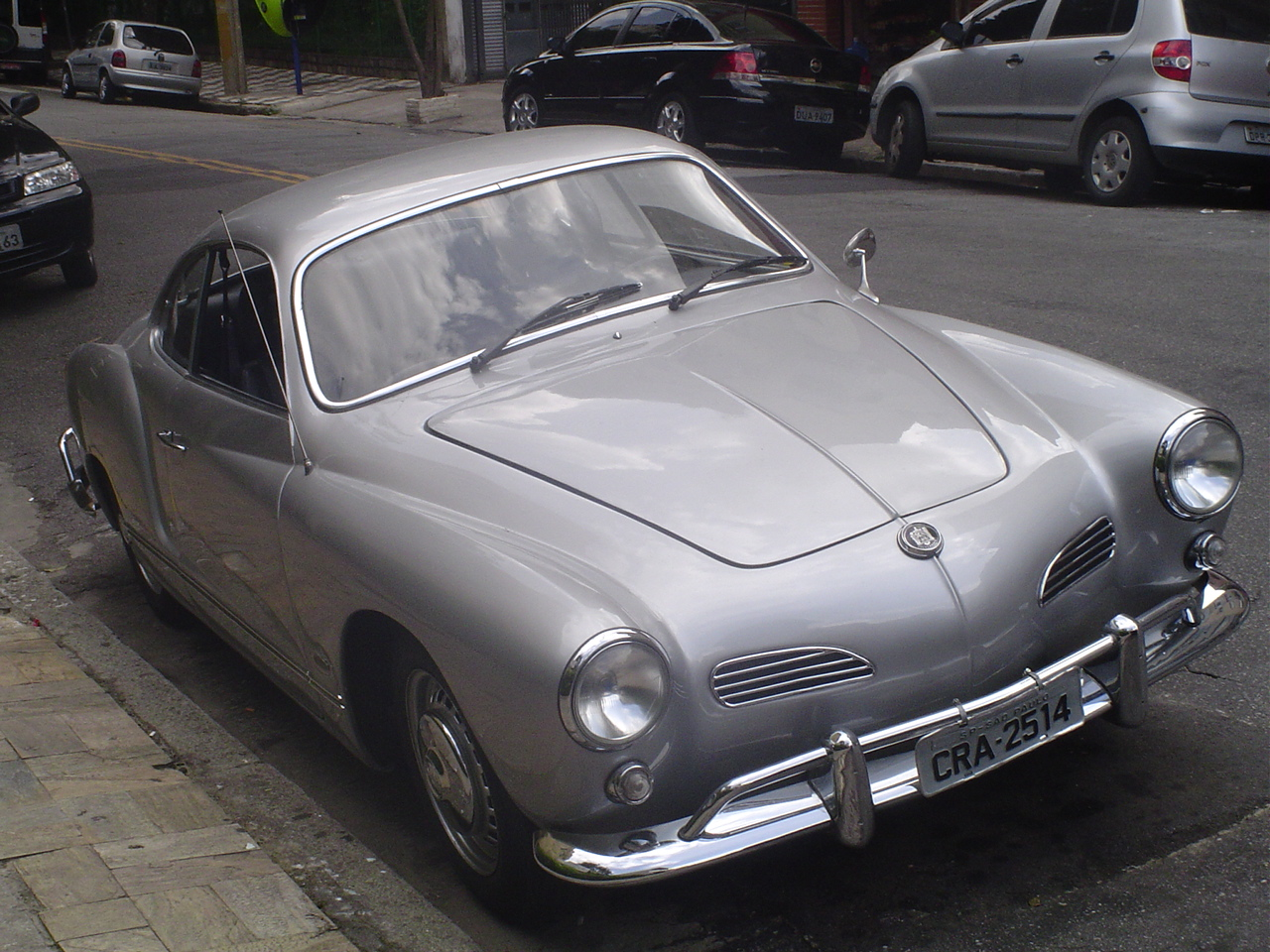
Brasilianischer VW Karmann-Ghia Typ 14
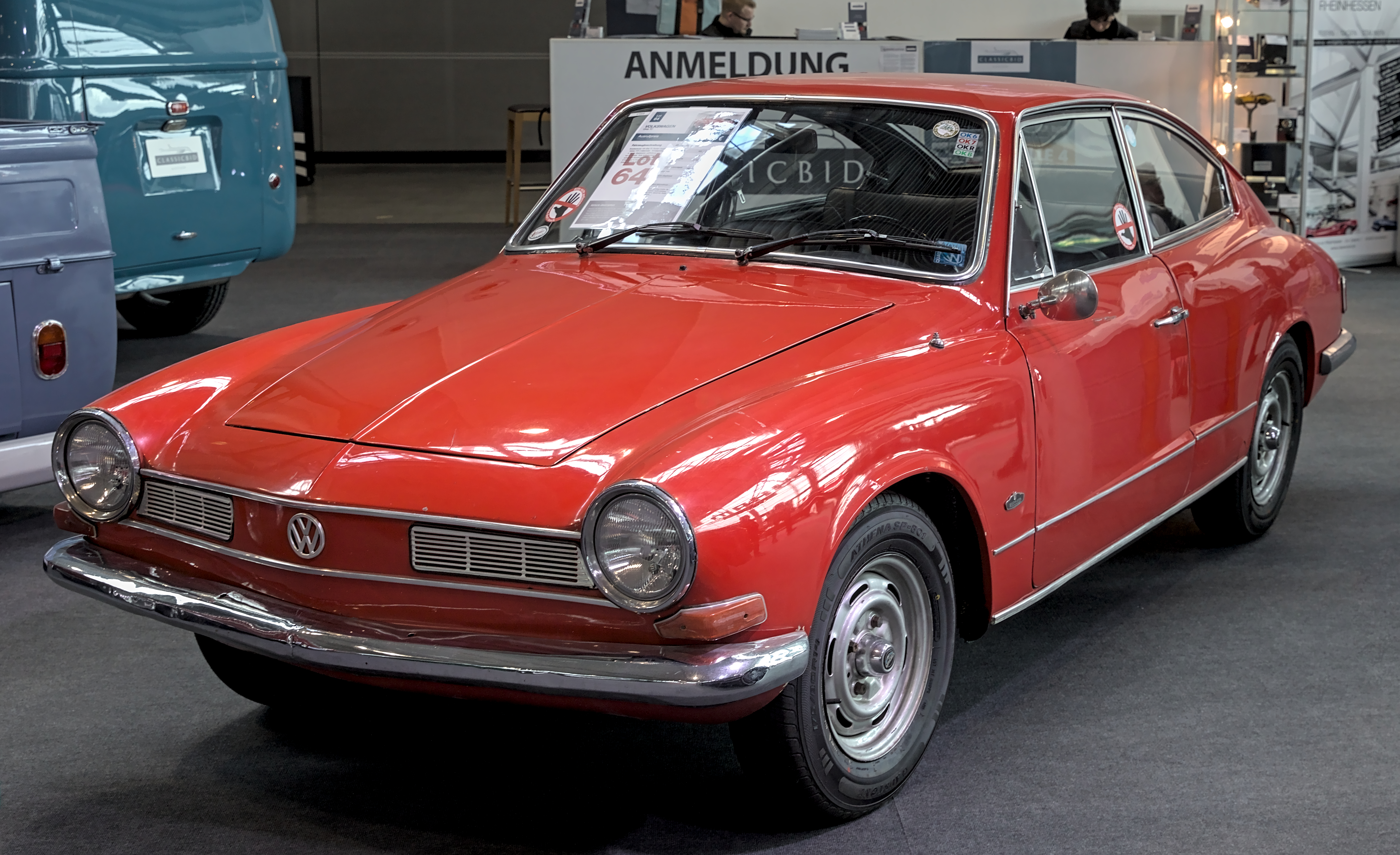
VW Karmann TC (Brasilien)
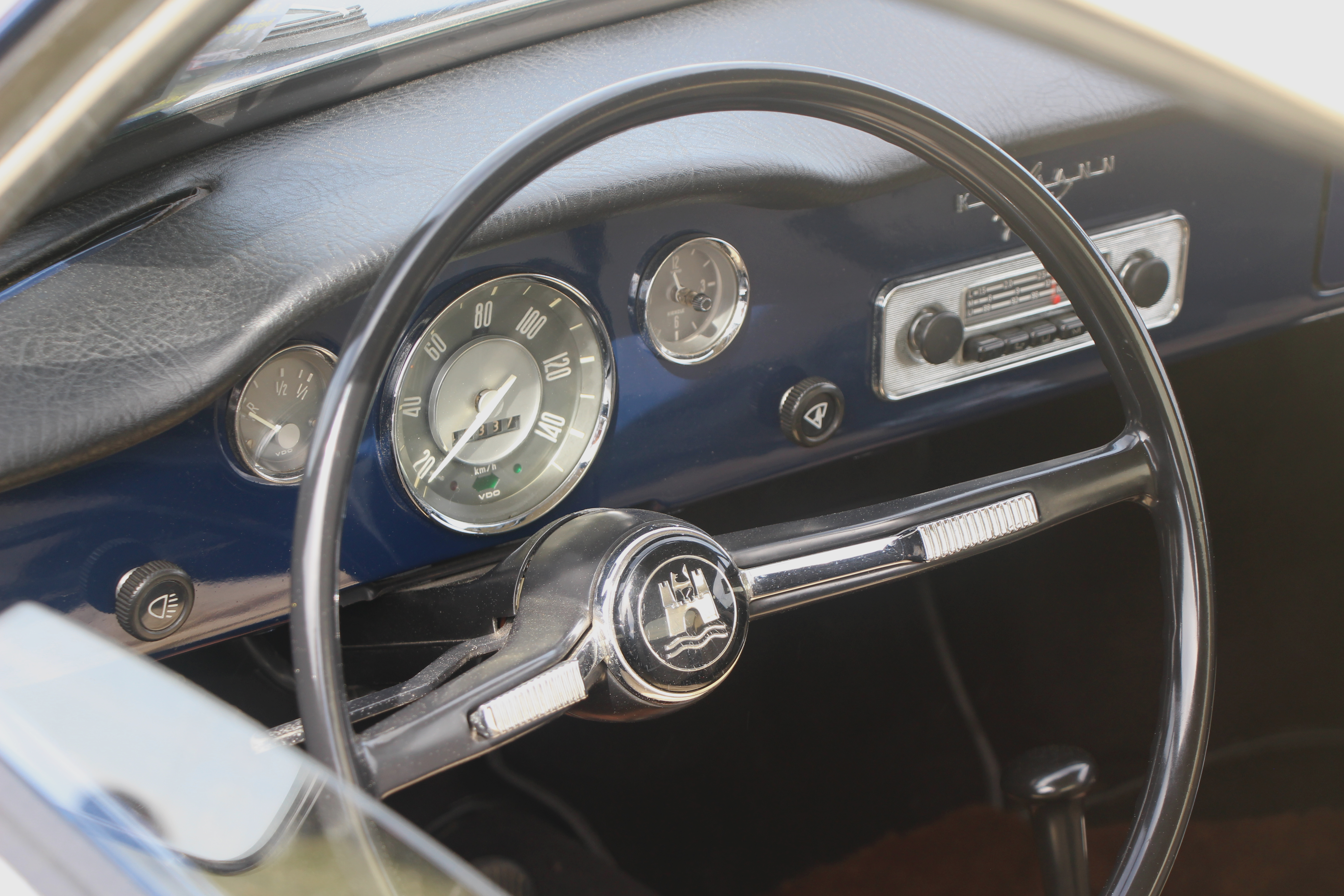
Armaturenbrett eines Karmann Ghia Typ 14 Cabrio

### Übersicht

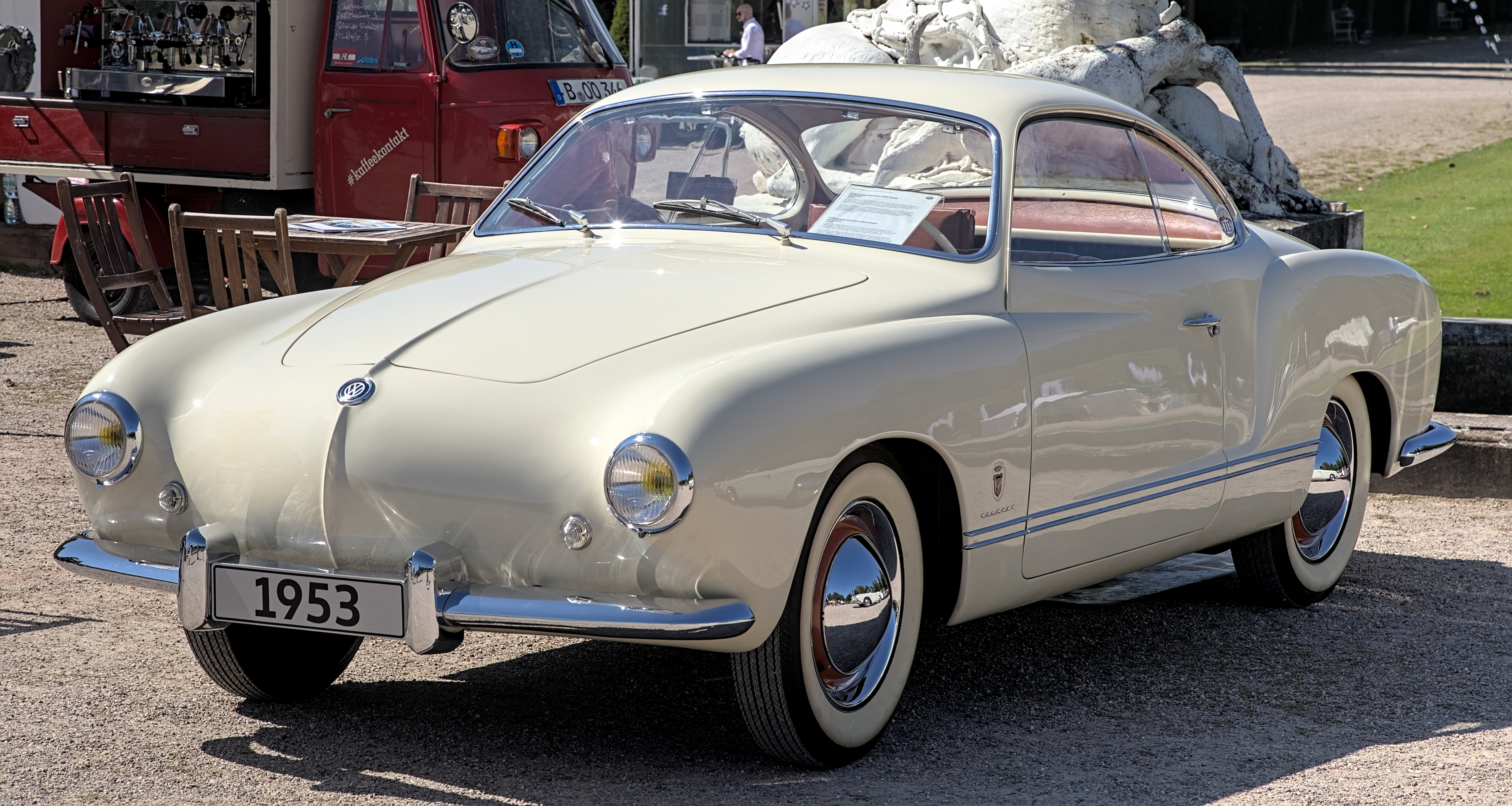
Prototyp aus dem Jahr 1953

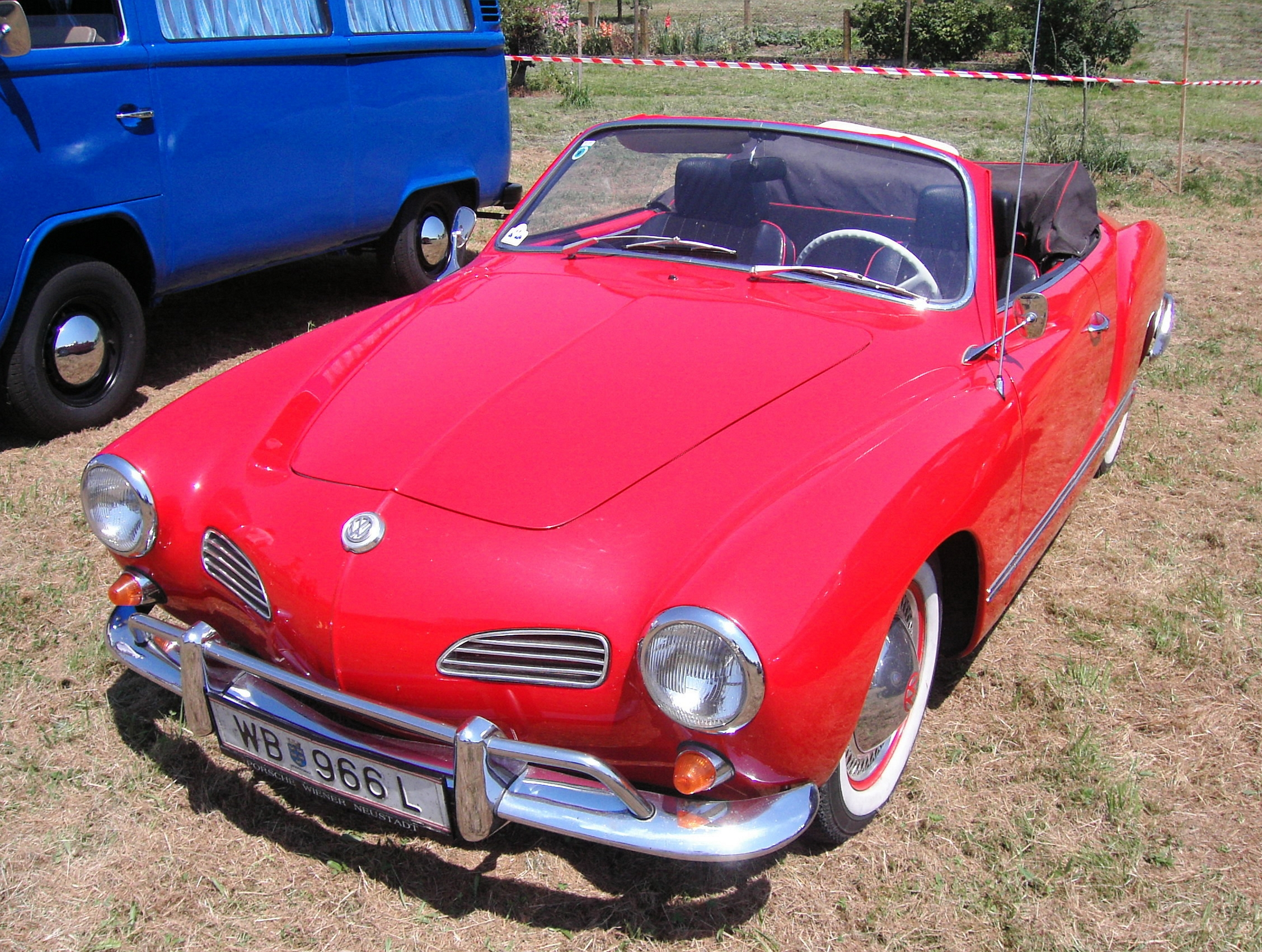
Gegen 750 DM Aufpreis gab es den Karmann-Ghia als Cabrio

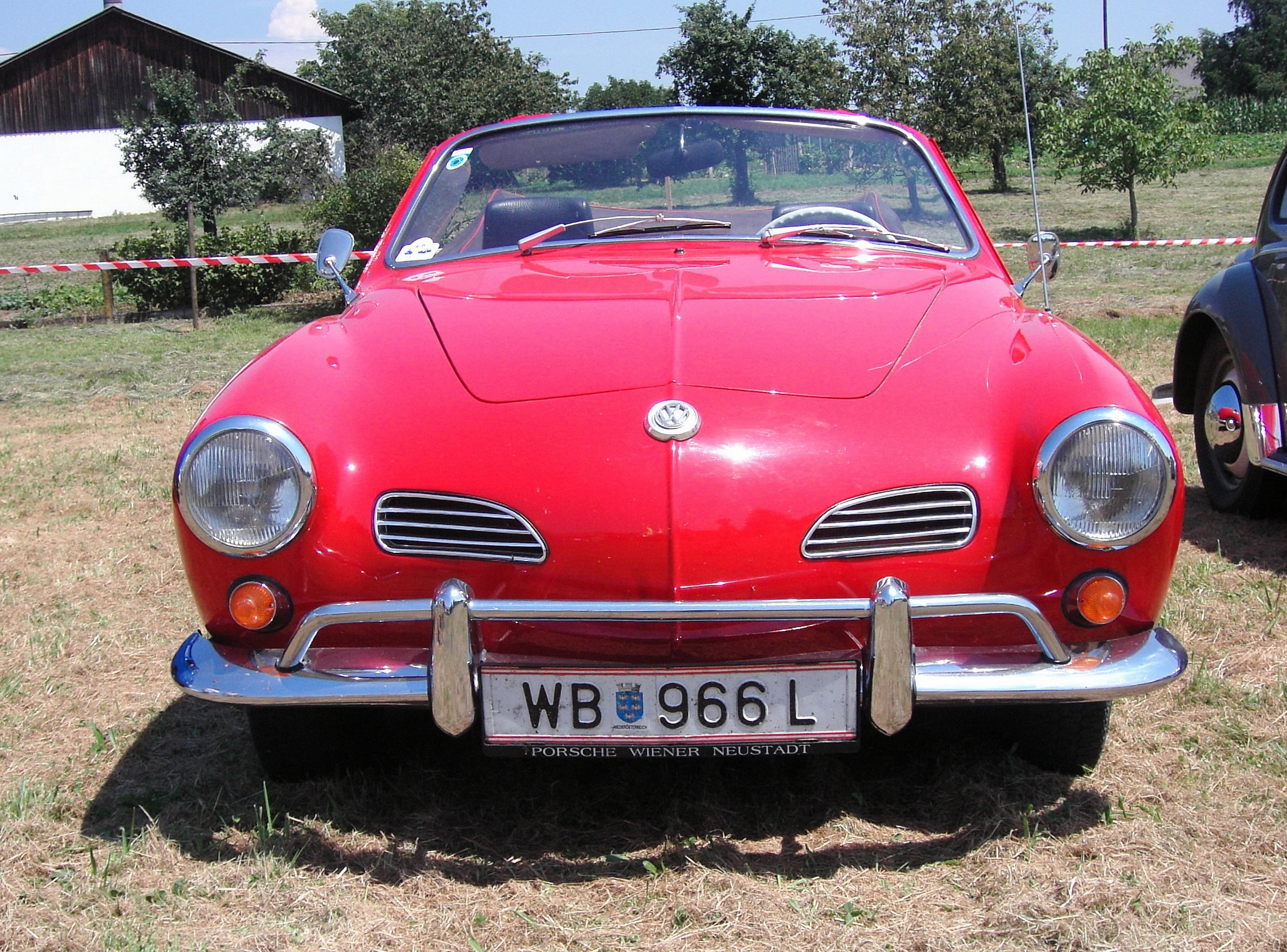
Vorderansicht eines Karmann-Ghia Cabrios

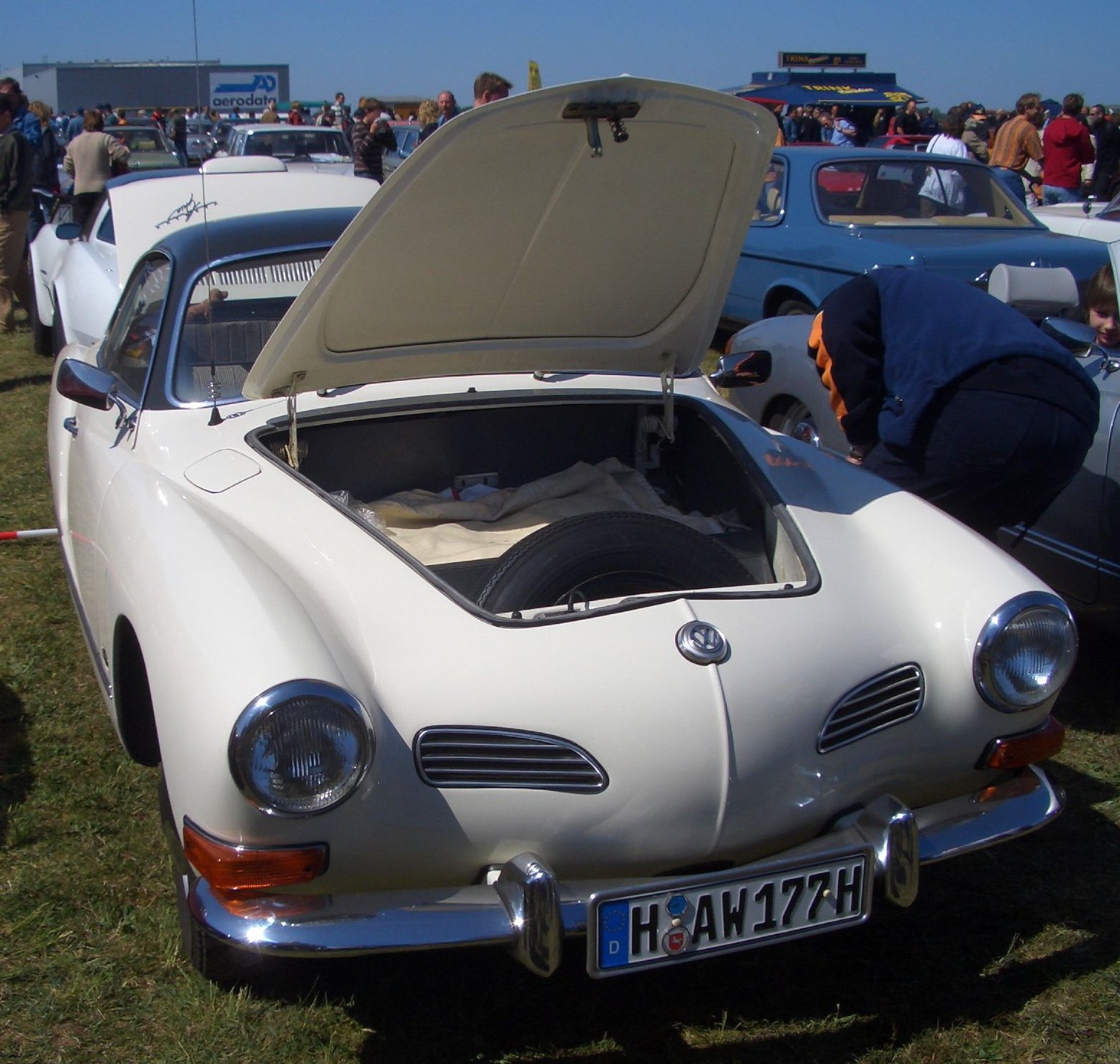
Ein Karmann-Ghia mit geöffnetem Kofferraum

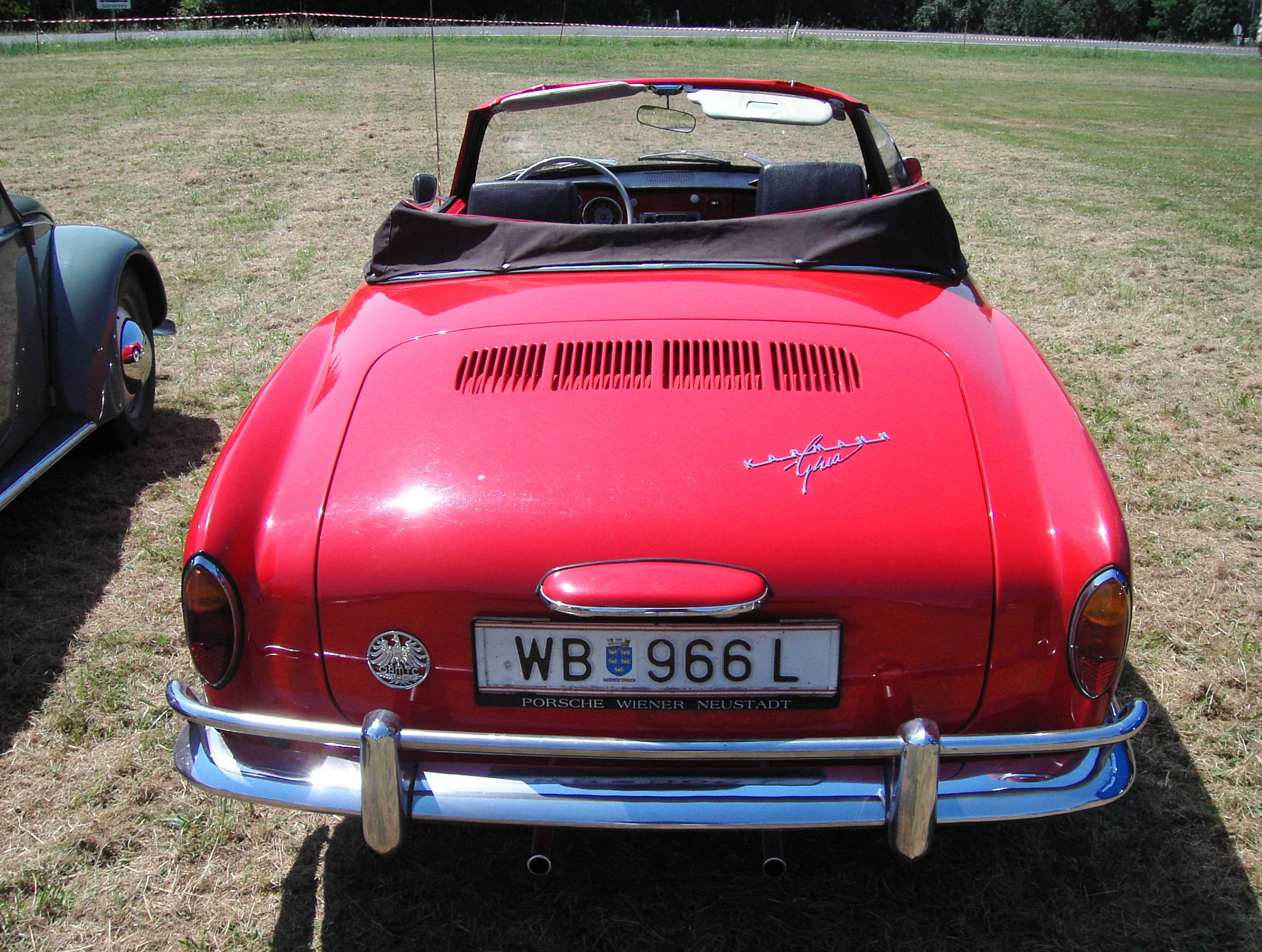
Heckansicht eines Karmann-Ghia Cabrios

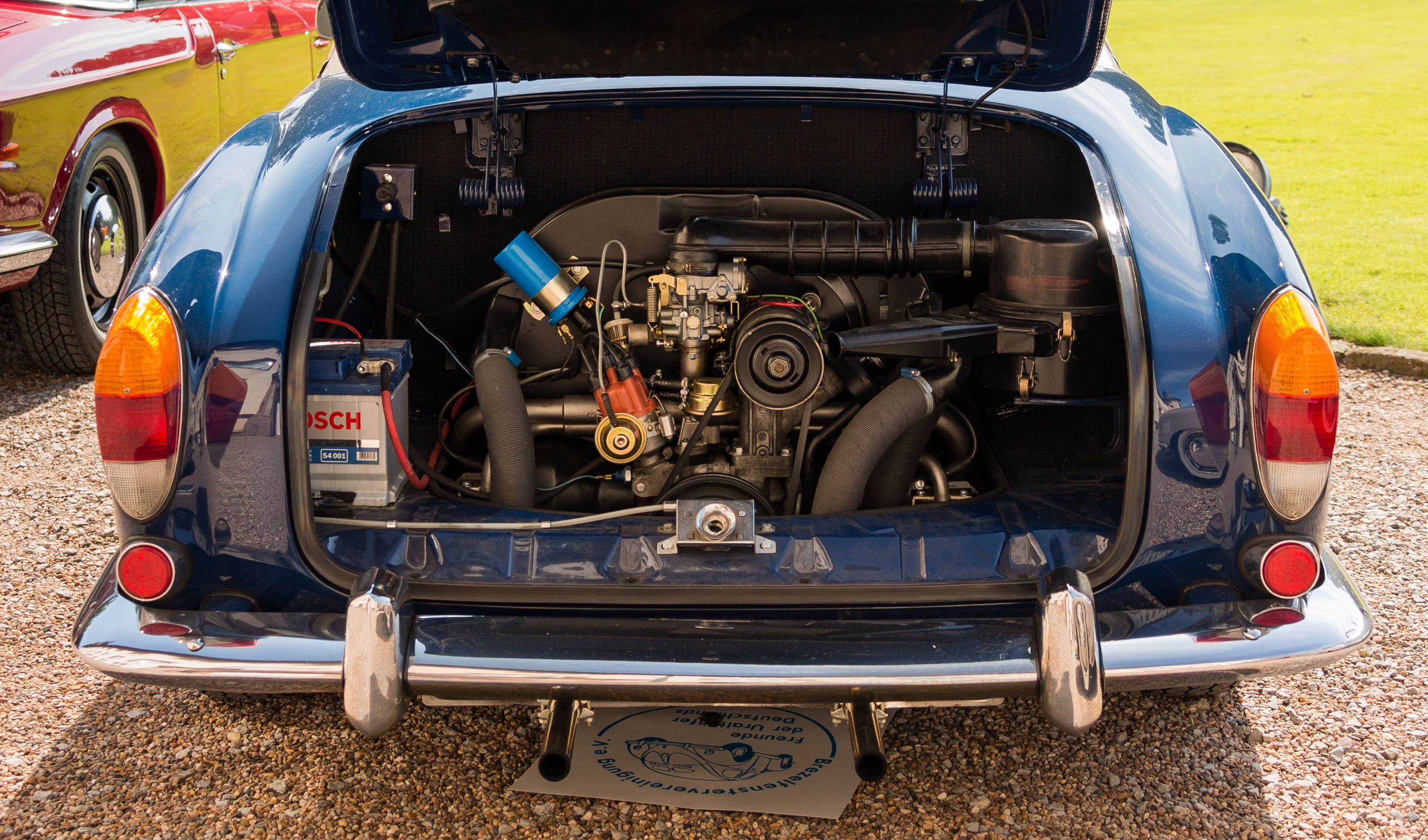
Blick in den Motorraum eines Karmann-Ghia nach Modellpflege 1972

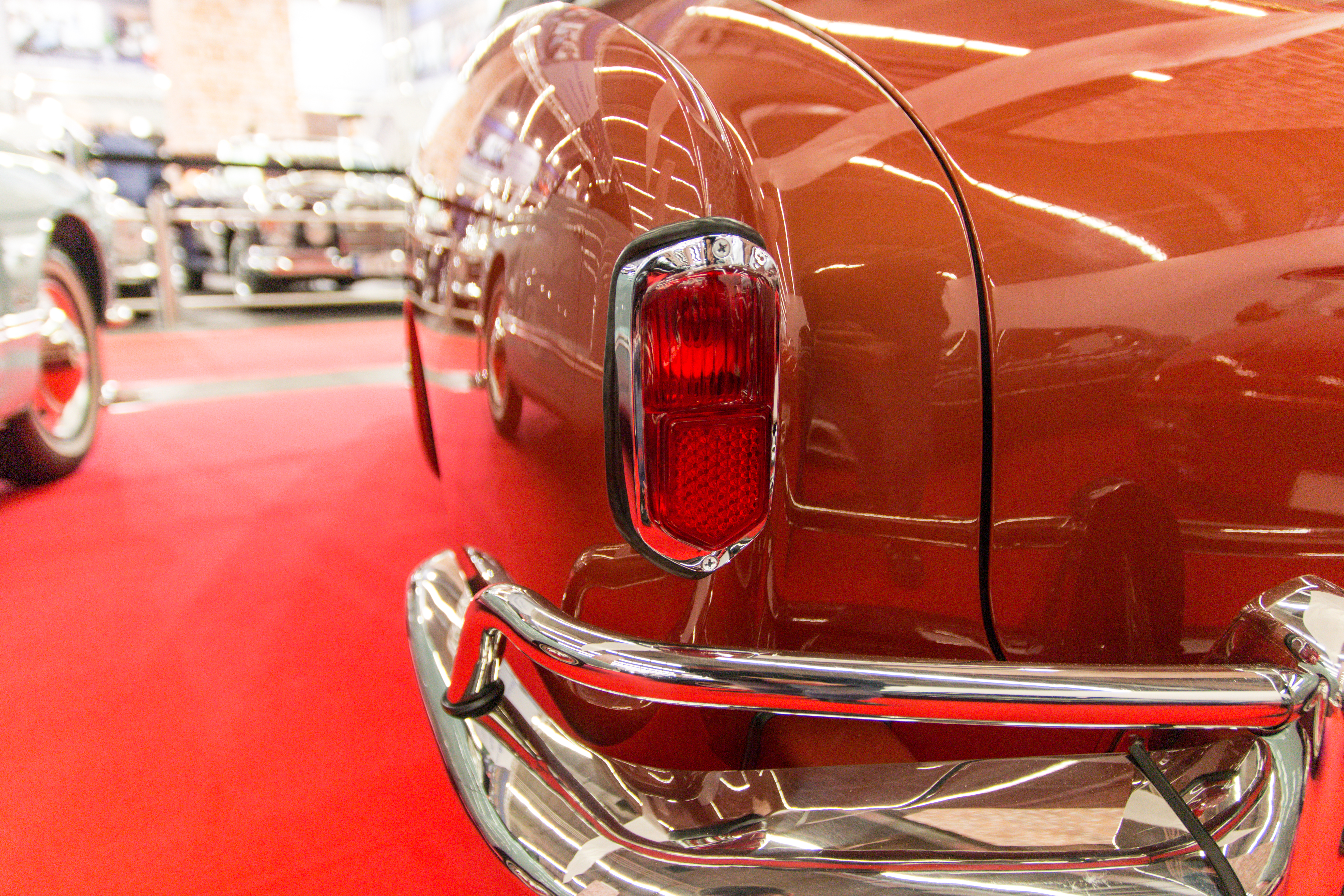
Rückleuchten vor…

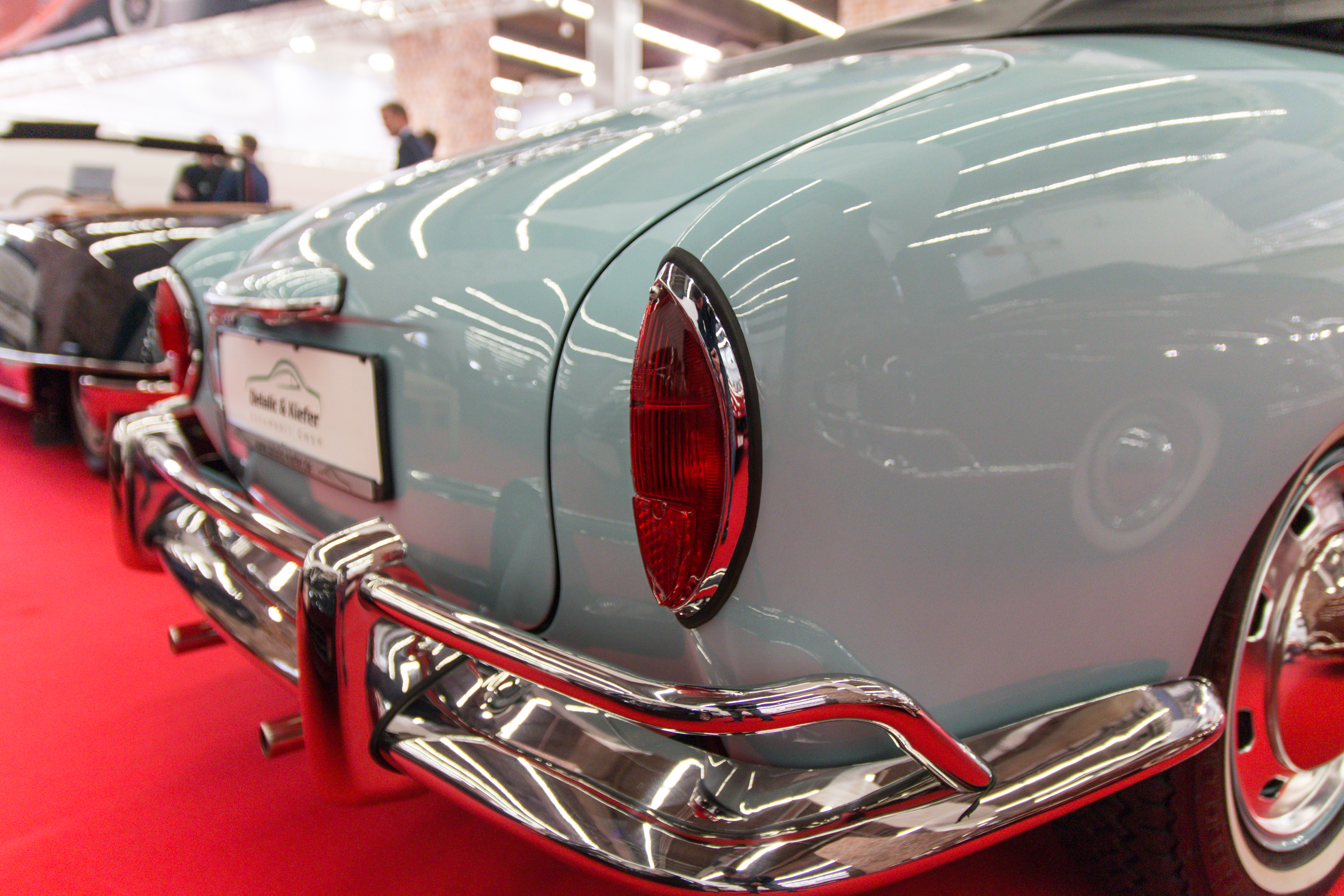
…und nach der Modellpflege 1959

- 1951 Wilhelm Karmann und der Volkswagen-Generaldirektor Heinrich Nordhoff sprechen erstmals über ein Sportcoupé auf Käferbasis. Entwürfe des Typs 14 entstehen in Osnabrück. Die Front ähnelt zu diesem Zeitpunkt noch sehr der des Käfer, während die Heckpartie schon ihre charakteristischen Züge hat.
- 1953 Luigi Segre fertigt in Turin den Prototyp. Wilhelm Karmann ist spontan begeistert und führt den Entwurf am 16. November 1953 VW-Chef Nordhoff vor. Beide beschließen noch am selben Tag, die Serienproduktion in die Wege zu leiten.
- 1954 Karmann entwickelt den Prototyp zur Serienreife, richtet in Osnabrück ein Montageband ein und legt die logistischen Grundlagen für die Serienfertigung.
- 1955 Der VW Karmann-Ghia Coupé wird VW-Händlern und Journalisten vorgestellt. Bereits kurz nach der Veröffentlichungsfeier am 14. Juli im Kasino-Hotel Georgsmarienhütte ist festzustellen, dass die Meinungen über den Wagen auseinandergehen. Die Zeitschrift Das Auto, Motor und Sport lobt einerseits Eleganz und Solidität, hält den getesteten Typ 14 aber auch für die „Parodie eines schnellen Autos“ (Heft 11, 26. Mai 1956, S. 4). Der Wagen, den das Fachpublikum am 14. Juli zu sehen bekommt, ist außen „gazellenbeige“ und innen in braunem Leder gehalten. Im darauf folgenden Monat beginnt die Serienfertigung des Typ 14 (werksintern Typ 143) auf Basis des Export-Käfers. Der von einem 30 PS (22 kW) starken luftgekühlten Vier-Zylinder-Boxermotor angetriebene Wagen kostet ab Werk Osnabrück 7500 DM.
- 1956 Das zehntausendste Typ 14 Coupé rollt vom Band. Mehr als die Hälfte der Produktion wird exportiert. Die technische Entwicklung bei Karmann übernimmt der erfahrene Karosseriebauer und Designer Johannes Beeskow.
- 1957 Auf der 38. IAA wird das Karmann-Ghia Cabriolet vorgestellt. Das ab dem 1. November 1957 in Osnabrück produzierte Fahrzeug kostet 8250 DM.
- 1957 bis 1960 Die Schweizer AMAG-Gruppe lässt in Schinznach-Bad 1098 Karmann-Ghias montieren.
- 1958 Gas-Fußpedal statt Gas-Rolle, Defroster-Anlage an Heckscheibe, verbesserte Sitze.[4]
- 1959 Nach den Werksferien erhält der Typ 14 eine erste Modellpflege. Zu den Änderungen gehören
  - größere Scheinwerfer, die nun ca. 5 cm höher montiert werden,
  - die vorderen Lufteinlässe (umgangssprachlich Nasenlöcher genannt) werden vergrößert und in Chrom eingefasst,
  - die Fenster im Fond werden ausstellbar,
  - die Heckleuchten erhalten getrennte Gehäuse für Schluss-, Stopp- und Blinklicht,
  - an der Innenseite der Fahrertür wird eine Armlehne eingebaut,
  - Scheibenwaschanlage und Lichthupe sind Serie
- 1960 Karmann eröffnet sein Werk in São Bernardo do Campo. Die Produktion bei Karmann-Ghia do Brasil beginnt am 31. Dezember 1960. Der Typ 14 wird nun mit einem neukonstruierten 34-PS-Motor (25 kW) ausgestattet, wie ihn auch der VW Käfer in der Export-Version hat.
- 1961 Der „große“ Karmann-Ghia (Typ 34) geht am 1. September in Serienproduktion. Der Öffentlichkeit wird er erst acht Tage später auf der IAA vorgestellt. Mit dem 45 PS (33 kW) starken Motor erreicht der Typ 34 137 km/h. Die ebenfalls vorgestellte Cabriolet-Version geht jedoch nie in Serie. Dafür ist er von Anfang an mit einem elektrischen Schiebedach für 750 DM Aufpreis zu haben. Der Preis des Coupés ist mit 8750 DM für damalige Verhältnisse sehr hoch und wird später um 450 DM gesenkt (zum Vergleich: der Typ 14 mit 34 PS-Motor kostete 6935 DM). Trotz der Preissenkung bleibt der Absatz des „großen“ Karmann-Ghia schleppend.
- 1963 ab August: Der Typ 34 wird zum 1500 S mit 54 PS (40 kW). Jetzt erst hat er eine Höchstgeschwindigkeit von 150 km/h und eine Beschleunigung von 0 auf 100 km/h in 18 s. Der Motor ist jedoch relativ empfindlich und benötigt wegen der höheren Verdichtung Superbenzin.
- 1965 Ab August erhält der Typ 14, wie parallel der VW Käfer, einen 40-PS-Motor mit 1300 cm³ Hubraum. Der Typ 34 wird zum 1600 L mit wiederum 54 PS (40 kW), nunmehr wieder mit Normalbenzin zu fahren. Nun hat der große Karmann Scheibenbremsen vorne. Der 1600 L hat eher schlechtere Fahrleistungen (145 km/h, in 19 s von 0–100 km/h), jedoch ist er deutlich unempfindlicher als der 1500 S.
- 1966 Für den Typ 14 gibt es bereits nach einem Jahr einen neuen Motor, der aus 1500 cm³ nun 44 PS (32 kW) leistet, wieder parallel zum stärksten Käfer-Modell. Es gibt Änderungen am Fahrwerk., unter anderem werden die vorderen Trommelbremsen durch Scheibenbremsen ersetzt.
- 1967 Beide Karmann-Typen 14 und 34 erhalten eine weitere Modellpflege. Die Tanköffnung wird aus dem Kofferraum auf den Kotflügel verlegt und die Fahrzeugelektrik auf 12 Volt umgestellt. Ab September gibt es den Typ 14 mit einer Halbautomatik (Aufpreis 465 DM), die eine fahrsicherere hintere Schräglenkerachse mit sich bringt.
- 1968 Der „kleine Karmann“ bekommt nun serienmäßig eine Warnblinkanlage. Fahrer- und Beifahrersitz rücken näher aneinander, was zu einer besseren Sicht der vorderen Passagiere führt. Der große Typ ist nun wie die VW 1600 ebenso mit Vollautomatik lieferbar. Mit der Einführung der Vollautomatik geht beim großen Karmann die Umstellung auf Schräglenker-Hinterachse einher, die auch die Wagen mit Schaltgetriebe bekommen. Die Hinterachse des „kleinen Karmann“ in Schaltgetriebe-Ausführung bleibt bis Mitte 1970 die alte Pendelachse.
- 1969 Im Juni 1969 wird die Produktion des Typ 34 nach (nur) 42.505 Stück eingestellt. Der Typ 14 erhält vorn eckige Blinker. Bei der Cabriolet-Version wird die Heckscheibe jetzt aus Glas statt aus Kunststoff hergestellt.
- 1970 Die in Brasilien gebaute Version des Typ 14 erhält vorn zusätzlich ausstellbare Seitenscheiben. Außerdem läuft im August in Brasilien die Produktion des Typ TC an. Das Fahrgestell des Typ TC kommt wiederum von Volkswagen, diesmal jedoch nicht vom VW Käfer, sondern von einem Typ 3. Der Karmann rollt ab 1970 nun, ob aus deutscher oder brasilianischer Produktion, mit dem gleichen 50-PS-Motor (34 kW) mit 1600 cm³ über die Straßen, wie ihn auch der neue Käfer 1302 S hat. Dessen neue Federbein-Vorderachse erhält der „kleine“ Karmann nicht; sie lässt sich in die Karmann-Front nicht integrieren. Nun haben jedoch alle neuen Karmann-Ghia die sichere Schräglenker-Achse.
- 1972 Die brasilianische Version des Typ 14 wird eingestellt. Die in Deutschland gebauten Karmann-Ghia bekommen eine weitere Modellpflege mit großen Rückleuchten.
- 1972 Letzte äußerliche Änderungen, „große“ Stoßstangen und leichte Änderung an der Karosserie. Große Blinker vorne.
- 1974 Im Frühjahr kommt der Nachfolger VW Scirocco auf den Markt und die deutsche Produktion des Karmann-Ghia endet am 31. Juli.
- 1976 In Brasilien wird die Produktion des Coupés Typ TC eingestellt. Das Modell wurde dort ca. 18.000-mal gebaut. Der Leiter der technischen Entwicklung, Johannes Beeskow, tritt in den Ruhestand.

## Produktionszahlen
Produktionszahlen laut Firmenangabe:
- Typ 14 Coupé 385.803
- Typ 14 Cabriolet 81.053

## Technische Daten
| Technische Daten VW Karmann-Ghia 1955–1974 | | | | | | | | | |              |         |
| VW Karmann-Ghia                            | 1192/30 PS (1955/60) | 1192/34 PS (1960/65) | 1285/40 PS (1965/66) | 1493/44 PS (1966/70) | 1584/50 PS (1970/74) | Typ 34/1500 (1962/63) | Typ 34/1500 S (1963/65) | Typ 34/1600 L (1965/69) | Karmann-Ghia TC (Brasilien) |              |         |
| Motor                                      | 4-Zylinder-Boxermotor (Viertakt) | 4-Zylinder-Boxermotor (Viertakt) | 4-Zylinder-Boxermotor (Viertakt) | 4-Zylinder-Boxermotor (Viertakt) | 4-Zylinder-Boxermotor (Viertakt) | 4-Zylinder-Boxermotor (Viertakt) | 4-Zylinder-Boxermotor (Viertakt) | 4-Zylinder-Boxermotor (Viertakt) | 4-Zylinder-Boxermotor (Viertakt) |              |         |
| Hubraum                                    | 1192 cm³ | 1192 cm³ | 1285 cm³ | 1493 cm³ | 1584 cm³ | 1493 cm³ | 1493 cm³ | 1584 cm³ | 1584 cm³ | 1584 cm³     |         |
| Bohrung × Hub                              | 77 × 64 mm | 77 × 64 mm | 77 × 69 mm | 83 × 69 mm | 85,5 × 69 mm | 83 × 69 mm | 83 × 69 mm | 85,5 × 69 mm | 85,5 × 69 mm | 85,5 × 69 mm |         |
| Leistung bei 1/min                         | 22 kW (30 PS) bei 3400 | 25 kW (34 PS) bei 3600 | 29 kW (40 PS) bei 4000 | 32 kW (44 PS) bei 4000 | 37 kW (50 PS) bei 4000 | 33 kW (45 PS) bei 3800 | 40 kW (54 PS) bei 4200 | 40 kW (54 PS) bei 4000 | 40 kW (54 PS) bei 4200 |              |         |
| Max. Drehmoment bei 1/min                  | 75 Nm bei 2000 | 82 Nm bei 2000 | 87 Nm bei 2000 | 100 Nm bei 2000 | 106 Nm bei 2800 | 106 Nm bei 2000 | 106 Nm bei 2400 | 110 Nm bei 2200 | 112 Nm bei 2600 |              |         |
| Gemischaufbereitung                        | 1 Fallstrom-Vergaser Solex 28 | 1 Fallstrom-Vergaser Solex 28 | 1 Fallstromvergaser Solex 30 | 1 Fallstromvergaser Solex 30 | 1 Fallstromvergaser Solex 34 | 1 Flachstromvergaser Solex 32 | 1 Fallstromvergaser Solex 32 | 2 Fallstromvergaser Solex 32 (a.W. ab Juni 1968 elektronische Bosch-Einspritzung)                                                                                          | 1 Fallstromvergaser Solex 32 |              |         |
| Ventilsteuerung                            | Stoßstangen und Kipphebel, zentrale Nockenwelle, Stirnräder | Stoßstangen und Kipphebel, zentrale Nockenwelle, Stirnräder | Stoßstangen und Kipphebel, zentrale Nockenwelle, Stirnräder | Stoßstangen und Kipphebel, zentrale Nockenwelle, Stirnräder | Stoßstangen und Kipphebel, zentrale Nockenwelle, Stirnräder | Stoßstangen und Kipphebel, zentrale Nockenwelle, Stirnräder | Stoßstangen und Kipphebel, zentrale Nockenwelle, Stirnräder | Stoßstangen und Kipphebel, zentrale Nockenwelle, Stirnräder | Stoßstangen und Kipphebel, zentrale Nockenwelle, Stirnräder |              |         |
| Kühlung                                    | Luftkühlung | Luftkühlung | Luftkühlung | Luftkühlung | Luftkühlung | Luftkühlung | Luftkühlung | Luftkühlung | Luftkühlung |              |         |
| Getriebe                                   | 4-Gang-Getriebe, Mittelschaltung | 4-Gang-Getriebe, Mittelschaltung | 4-Gang-Getriebe, Mittelschaltung | 4-Gang-Getriebe, Mittelschaltung | 4-Gang-Getriebe, Mittelschaltung | 4-Gang-Getriebe, Mittelschaltung | 4-Gang-Getriebe, Mittelschaltung | 4-Gang-Getriebe, Mittelschaltung | 4-Gang-Getriebe, Mittelschaltung |              |         |
| Getriebe (wahlweise)                       | - | Saxomat | Saxomat (dann 34 PS) | Dreigang-Halbautomatik (ab 1967) | Dreigang-Halbautomatik (ab 1967) | - | - | Dreigang-Vollautomatik (ab 1967) | - |              |         |
| Radaufhängung vorn                         | Kurbellenkerachse, 2 querliegende Federstäbe | Kurbellenkerachse, 2 querliegende Federstäbe | Kurbellenkerachse, 2 querliegende Federstäbe | Kurbellenkerachse, 2 querliegende Federstäbe | Kurbellenkerachse, 2 querliegende Federstäbe | Kurbellenkerachse, 2 querliegende Federstäbe | Kurbellenkerachse, 2 querliegende Federstäbe | Kurbellenkerachse, 2 querliegende Federstäbe | Kurbellenkerachse, 2 querliegende Federstäbe |              |         |
| Radaufhängung hinten                       | Pendelachse, Längslenker, querliegende Federstäbe (Automatik-Modelle ab 1968 und Typ 34/1600 L ab 08/68: Schräglenkerachse („Doppelgelenkachse“), querliegende Federstäbe) | Pendelachse, Längslenker, querliegende Federstäbe (Automatik-Modelle ab 1968 und Typ 34/1600 L ab 08/68: Schräglenkerachse („Doppelgelenkachse“), querliegende Federstäbe) | Pendelachse, Längslenker, querliegende Federstäbe (Automatik-Modelle ab 1968 und Typ 34/1600 L ab 08/68: Schräglenkerachse („Doppelgelenkachse“), querliegende Federstäbe) | Pendelachse, Längslenker, querliegende Federstäbe (Automatik-Modelle ab 1968 und Typ 34/1600 L ab 08/68: Schräglenkerachse („Doppelgelenkachse“), querliegende Federstäbe) | Pendelachse, Längslenker, querliegende Federstäbe (Automatik-Modelle ab 1968 und Typ 34/1600 L ab 08/68: Schräglenkerachse („Doppelgelenkachse“), querliegende Federstäbe) | Pendelachse, Längslenker, querliegende Federstäbe (Automatik-Modelle ab 1968 und Typ 34/1600 L ab 08/68: Schräglenkerachse („Doppelgelenkachse“), querliegende Federstäbe) | Pendelachse, Längslenker, querliegende Federstäbe (Automatik-Modelle ab 1968 und Typ 34/1600 L ab 08/68: Schräglenkerachse („Doppelgelenkachse“), querliegende Federstäbe) | Pendelachse, Längslenker, querliegende Federstäbe (Automatik-Modelle ab 1968 und Typ 34/1600 L ab 08/68: Schräglenkerachse („Doppelgelenkachse“), querliegende Federstäbe) | Pendelachse, Längslenker, querliegende Federstäbe (Automatik-Modelle ab 1968 und Typ 34/1600 L ab 08/68: Schräglenkerachse („Doppelgelenkachse“), querliegende Federstäbe) |              |         |
| Bremsen                                    | Trommelbremsen rundum, hydraulisch betätigt (Ø 230 mm) | Trommelbremsen rundum, hydraulisch betätigt (Ø 230 mm) | Trommelbremsen rundum, hydraulisch betätigt (Ø 230 mm) | Scheibenbremsen vorne (Ø 277 mm), Trommeln hinten (Ø 230 mm) | Scheibenbremsen vorne (Ø 277 mm), Trommeln hinten (Ø 230 mm) | Trommelbremsen rundum, hydraulisch betätigt (Ø 230 mm) | Trommelbremsen rundum, hydraulisch betätigt (Ø 248 mm) | Scheibenbremsen vorne (Ø 278 mm), Trommeln hinten (Ø 230 mm) | Scheibenbremsen vorne (Ø 278 mm), Trommeln hinten (Ø 230 mm) |              |         |
| Karosserie                                 | Stahlblech auf Zentralrohr-Plattformrahmen | Stahlblech auf Zentralrohr-Plattformrahmen | Stahlblech auf Zentralrohr-Plattformrahmen | Stahlblech auf Zentralrohr-Plattformrahmen | Stahlblech auf Zentralrohr-Plattformrahmen | Stahlblech auf Zentralrohr-Plattformrahmen | Stahlblech auf Zentralrohr-Plattformrahmen | Stahlblech auf Zentralrohr-Plattformrahmen | Stahlblech auf Zentralrohr-Plattformrahmen |              |         |
| Spurweite vorn/hinten                      | 1290-1305/1250 –1350 mm | 1290-1305/1250 –1350 mm | 1290-1305/1250 –1350 mm | 1290-1305/1250 –1350 mm | 1290-1305/1250 –1350 mm | 1310/1346 mm | 1310/1346 mm | 1310/1346 mm | 1315/1360 mm |              |         |
| Radstand                                   | 2400 mm | 2400 mm | 2400 mm | 2400 mm | 2400 mm | 2400 mm | 2400 mm | 2400 mm | 2400 mm |              |         |
| Länge                                      | 4140 mm | 4140 mm | 4140 mm | 4140 mm | 4140 mm | 4280 mm | 4280 mm | 4280 mm | 4210 mm | 4210 mm      | 4210 mm |
| Leergewicht                                | 820–870 kg | 820–870 kg | 820–870 kg | 820–870 kg | 820–870 kg | 910–940 kg | 910–940 kg | 910–940 kg | 920 kg |              |         |
| Höchstgeschwindigkeit                      | 118 km/h | 122 km/h | 128 km/h | 136 km/h Aut.: 130 km/h | 140 km/h Aut: 134 km/h | 137 km/h | 150 km/h | 150 km/h Aut.: 140 km/h | 142 km/h |              |         |
| 0–100 km/h                                 | 33 s | 31 s | 27 s | 23 s Aut.: 28 s | 21 s Aut.: 24 s | 22,5 s | 19 s | 19 s 25 s | n. a. |              |         |
| Verbrauch (Liter/100 Kilometer)            | 8,0 | 8,5 | 9,5 | 10,0 Aut.: 11,0 | 11,5 Aut.: 12,5 | 10,0 | 10,5 Aut.: 11,5 | 11,5 Aut.: 12,5 | 9,1 |              |         |
| Kraftstoffart                              | Normalbenzin | Normalbenzin | Normalbenzin | Normalbenzin | Normalbenzin | Normalbenzin | Normalbenzin | Normalbenzin | Normalbenzin |              |         |
| Preis (DM)                                 | Coupé: 7500 (08/55) Cabriolet: 8250 (08/55) | Coupé: 6935 (04/62) Cabriolet: 7635 (04/62) | Coupé: 6990 (08/65) Cabriolet: 7690 (08/65) | Coupé: 7445 (08/66) Cabriolet: 7995 (08/66) | Coupé: 7990 (08/70) Cabriolet: 8790 (08/70) | 8750 (08/61) | 8900 (08/63) | 8750 (08/65) | -- |              |         |

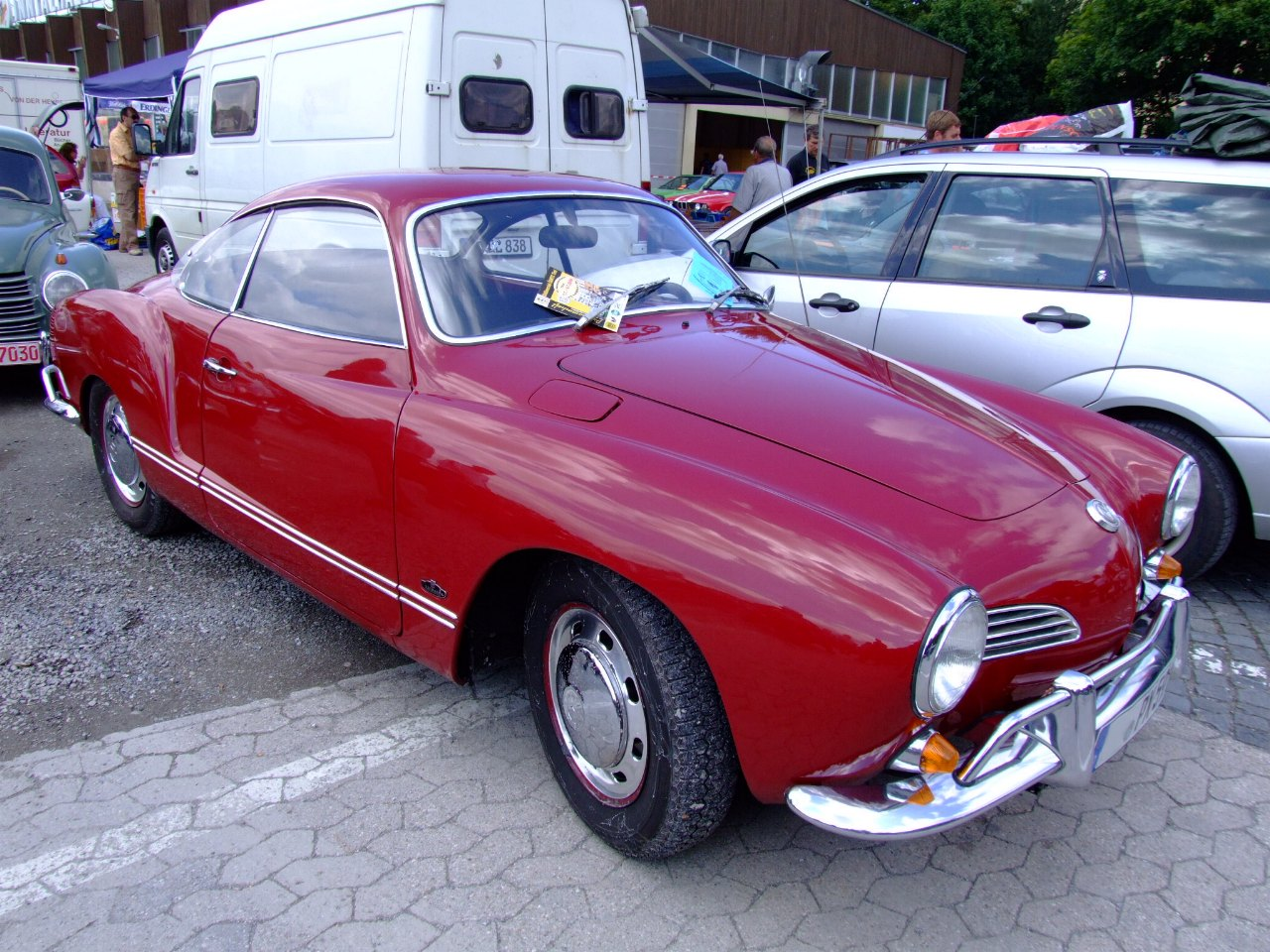
Typ 14, Coupé (1968)
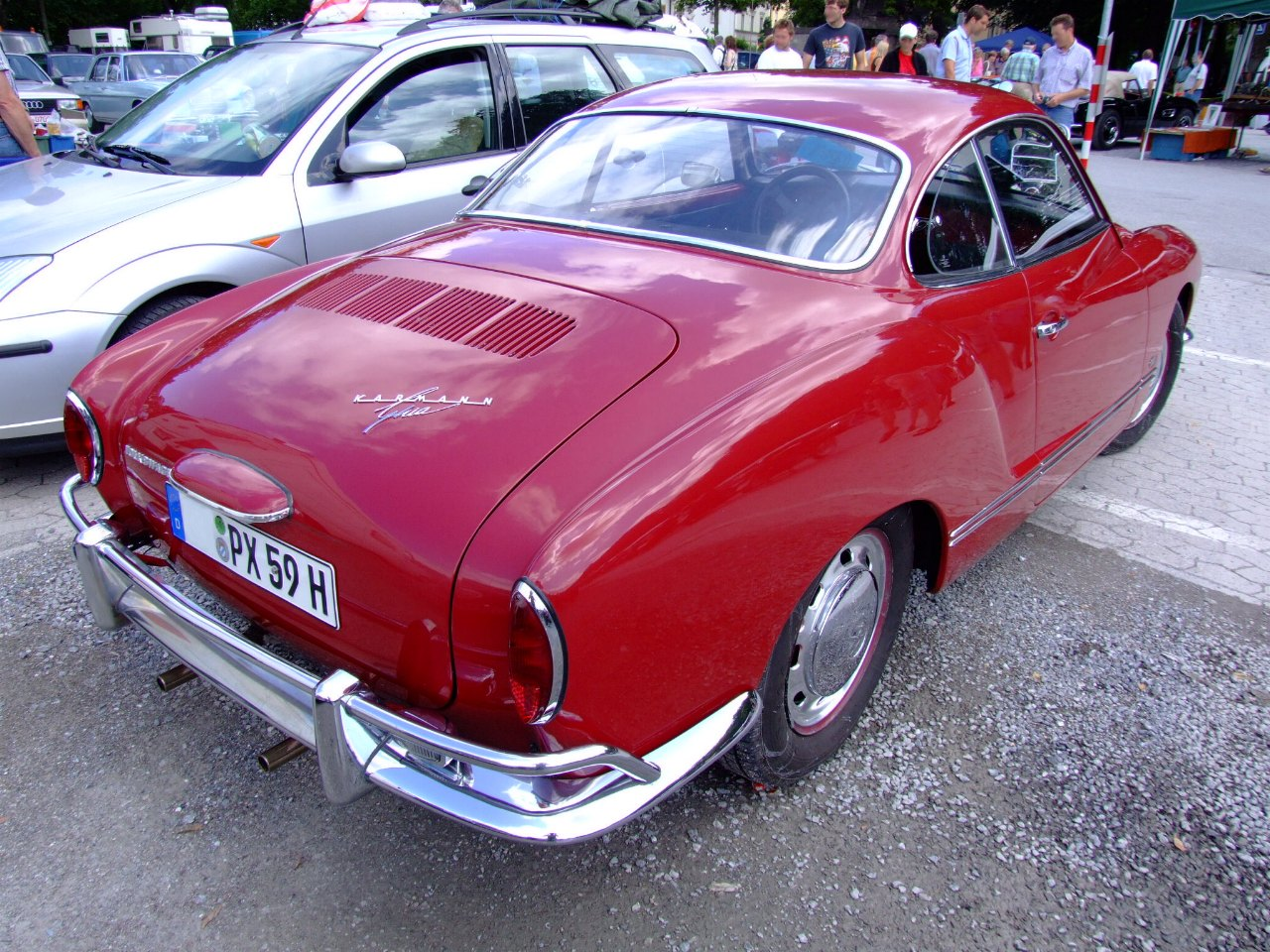
Typ 14, Coupé (1968)
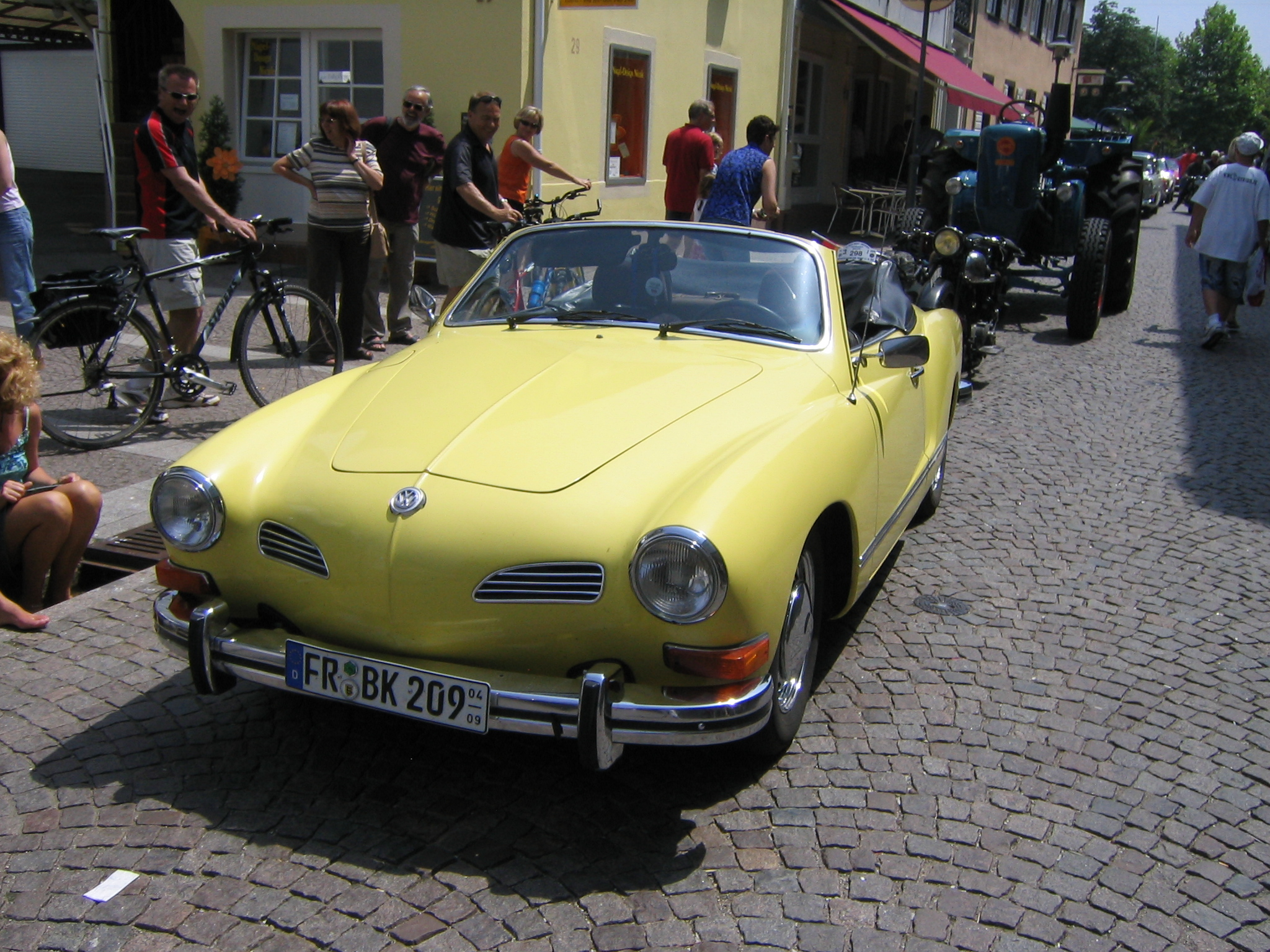

## Karmann-Ghia heute
Mit „Karmann-Ghia“ ist heute meist der Typ 14 gemeint, während der Typ 34 als „großer Karmann“ bezeichnet wird. Der Typ TC wurde in Europa nicht angeboten und ist dort weitgehend unbekannt.
Wie viele andere Fahrzeuge aus den 1950er und 1960er Jahren hat der Karmann-Ghia eine beachtliche Fangemeinde. Die Fahrer sind oft in Interessengruppen oder Clubs organisiert und pflegen ihr gemeinsames Hobby bei Treffen und Ausfahrten.
Die Versorgung mit Ersatzteilen ist meist sehr gut, wenn auch nicht durchgehend preiswert. Karosserieteile für den Typ 14 sind schwer zu bekommen, insbesondere die Stoßstangen und komplette (geschweißte) Vorderwagen. Der Karmann-Ghia ist zwar vom Käfer abgeleitet, aber in manchen Details, verglichen mit der Käfer-Limousine und auch mit dem Käfer Cabrio, ein deutlich aufwendigeres Fahrzeug.
Der Preis für gut erhaltene Fahrzeuge liegt bei der Limousine im fünfstelligen Euro-Bereich, die offene Version wird höher bewertet (Stand Mai 2014).

## Replika
Karosserie-Nachbauten erfreuen sich seit geraumer Zeit wachsender Beliebtheit. Schon seit den frühen 1990er Jahren werden Nachbauten des Karmann-Ghia auf Basis eines (früher bereits einmal zugelassenen) Käferchassis angeboten, auf das eine Kunststoffkarosserie aufgesetzt wird. Ein Vorteil solcher Neu(auf)bauten ist die Benutzung moderner Werkstoffe und Motoren.

## Karmann-Ghia im Film
- In dem Thriller Vertigo (1958) von Alfred Hitchcock fährt Kim Novak ein stahlblaues Karmann-Ghia-Coupé.[5]
- Ein Karmann-Ghia Coupé der ersten Bauserie ist wiederholt in der Filmkomödie Immer die Radfahrer (1958) zu sehen.
- In der Filmkomödie Meine Tochter und ich (1963) ist mehrmals ein Karmann-Ghia Cabriolet nach Modellpflege 1 (Baujahr ab 1959) zu sehen.
- In der Fernsehserie Mini-Max von Mel Brooks fährt Don Adams als Geheimagent Maxwell Smart in den Staffeln 3 und 4 (1967–1969) ein blaues Karmann-Ghia Cabriolet.
- In der DEFA-Liebeskomödie Du und ich und Klein-Paris (1971) ist kurz ein dunkelgrünes Karmann-Ghia Cabriolet zu sehen, welches von zwei kolumbianischen Bekannten einer Freundin der Protagonistin gefahren wird (1:32').
- In der ZDF-Fernsehserie Der Bastian (1973) fährt die Freundin des Hauptdarstellers einen Karmann-Ghia.
- In John Carpenters Film Halloween – Die Nacht des Grauens (1978) sieht man in einer Einstellung zwei VW-Klassiker hintereinander am Straßenrand: Einen Käfer und einen Karmann-Ghia Coupé Typ 14.
- In der ARD-Vorabendserie Petticoat – Geschichten aus den Fünfzigern (1989) fährt die Ferienbekanntschaft des Hauptdarstellers ein Karmann-Ghia Cabriolet.
- Robert Redford fährt einen orangefarbenen Karmann-Ghia in Sneakers – Die Lautlosen (1992), der ein Jahr später in Liebling, hältst Du mal die Axt? wieder erscheint.
- In dem Tarantino-Film Kill Bill – Volume 2 (2004) fährt die Braut (Uma Thurman) einen Karmann-Ghia Typ 14.[6]
- Katharina Wackernagel als Carola Sonntag fährt in der Folge Interne Affären der Fernsehserie Wilsberg (2008) ein weißes Karmann-Ghia Cabriolet.
- Im Film Maria, ihm schmeckt’s nicht! (2009) ist das Auto der Hauptfigur Jan ein Karmann-Ghia.[7]
- Im Film Kindsköpfe (2010) fährt einer der Hauptdarsteller einen dunkelgrünen Karmann-Ghia.
- Im Animationsfilm Cars 2 (2011) dienen die Sätze „Ein Volkswagen Karmann-Ghia hat keinen Kühler.“ und die korrekte Antwort „Ja, weil er luftgekühlt ist.“ als Erkennungscode unter den Agenten des amerikanischen und des britischen Geheimdienstes.
- Ein gelbes Karmann-Ghia Cabriolet ab Modelljahr 1972 wird von Senta Berger im Fernsehfilm Almuth und Rita (2014) gefahren.
- In der österreichischen Krimi-Reihe Blind ermittelt (ab 2018) fährt der Assistent des Sonderermittlers der Wiener Kripo einen roten Karmann-Ghia Typ 14 mit crèmeweißem Dach und Weißwandreifen.
- Brad Pitt fährt in Quentin Tarantinos Film Once Upon a Time in Hollywood (2019) als Stuntdouble Cliff Booth ein heruntergekommenes Karmann-Ghia Cabriolet.[8]
- In der Tatort-Folge Ein Freund, ein guter Freund (2022) fährt Karl-Friedrich Boerne einen silberfarbenen Karmann-Ghia.
- In der Mini-Serie Deutsches Haus (2023), basierend auf dem gleichnamigen Roman von Annette Hess fährt der von Thomas Prenn gespielte Jürgen Schoorman einen Karmann-Ghia.
- In der Krimiserie The Irrational – Kriminell logisch (ab 2023) fährt die Hauptfigu Alec Mercer, gespielt von Jesse L. Martin, einen roten Karmann-Ghia.
- Im Musikvideo zum Lied Intoxication von Gentleman ist ein Karmann-Cabriolet zu sehen und zum Lied Souvenir von Orchestral Manoeuvres in the Dark fährt der Sänger ein Rechtslenker-Cabriolet.